# Kálmán Markovits

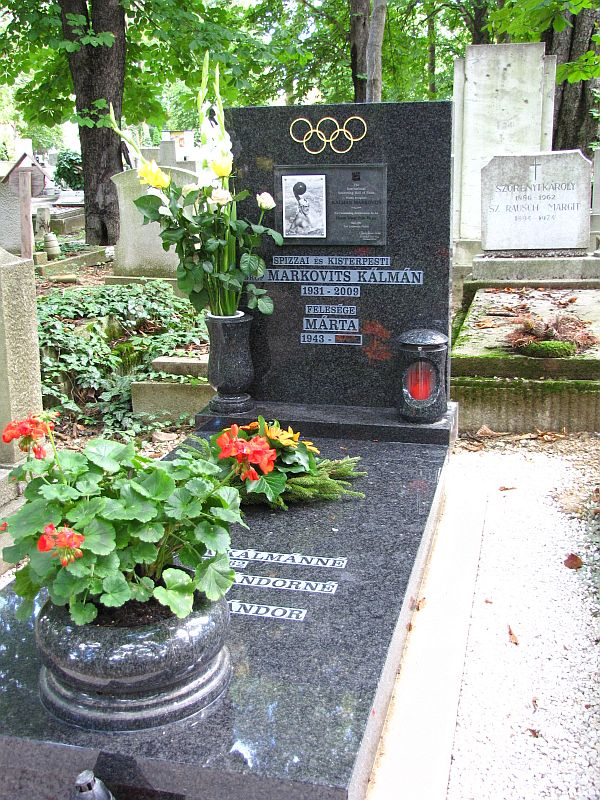
Grób Markovitsa

Kálmán Markovits (ur. 26 sierpnia 1931 w Budapeszcie, zm. 5 grudnia 2009 tamże) – węgierski piłkarz wodny, trzykrotny medalista olimpijski.
W reprezentacji Węgier w piłce wodnej rozegrał 137 meczów międzypaństwowych. Był członkiem drużyny, która na igrzyskach w Helsinkach w 1952 oraz w Melbourne w 1956 wywalczyła złote medale olimpijskie. W Rzymie w 1960 zdobył swój trzeci medal - brązowy.
Trzykrotnie w latach 1954, 1958, 1962 zdobywał mistrzostwo Europy.
Po zakończeniu kariery zawodniczej został trenerem. Poprowadził reprezentacje Węgier do brązowego medalu podczas Igrzysk w 1968 oraz do mistrzostwa olimpijskiego w 1992 w Barcelonie. W latach 80. prowadził również narodowe reprezentacje Hiszpanii i Meksyku.
W 1994 został przyjęty w poczet członków International Swimming Hall of Fame.
Jego pierwszą żoną była węgierska pływaczka Katalin Szőke, z drugą żoną – piłkarką ręczną Mártą Balogh miał syna – László, profesjonalnego tenisistę.